# Минојска грнчарија
Минојска грнчарија је коришћена као оруђе за датирање минојске цивилизације. Необично сазревање уметничких стилова открива нешто од задовољства минојских покровитеља док помажу археолозима у додељивању релативних датума слојевима локалитета. Лонци који су садржавали уља и масти, извожени од 18. века пре нове ере са Крита пронађени су на локалитетима на егејским острвима и копненој Грчкој, на Кипру, дуж обале Сирије и у Египту, показујући широке трговачке контакте Минојаца.
Грнчарија се састоји од посуда различитих облика, које се, као и код других врста старогрчке грнчарије, могу заједнички називати „вазе“, а такође и „теракоте“, мале керамичке фигурице, макете зграда и неке друге врсте. Неки комади, посебно чаше облика ритона, преклапају се у две категорије, обе су посуде за течности, али у суштини су скулптурални објекти. Неколико облика грнчарије, посебно чаша ритон, такође је произведено од меког камена као што је стеатит, али скоро да није било преклапања са металним посудама. Керамички сандуци саркофага су такође прављени за кремирани пепео, као у једном примерку у музеју у Хановеру.
Најквалитетнија достигнућа настала су у касном минојском периоду, са грнчаријом палата која се зове Камарес стил, и касноминојским "поморским" и "цветним" стилом. Оне су се нашироко извозиле широм егејских цивилизација, а понекад и шире, и представљају врхунце минојске грнчарске традиције.
Најбоља и најсвеобухватнија збирка налази се у Археолошком музеју Хераклиона (АМХ) на Криту.

## Традиционална хронологија
| 3500–2900. п. н. е. | ЕМI    | Препалатиал (период пре палате)                  |
| 2900–2300. п. н. е. | ЕМII   | Препалатиал (период пре палате)                  |
| 2300–2100. п. н. е. | ЕМIII  | Препалатиал (период пре палате)                  |
| 2100–1900. п. н. е. | ММIА   | Препалатиал (период пре палате)                  |
| 1900–1800. п. н. е. | MMIB   | Протопалатиал (период старе палате)              |
| 1800–1750. п. н. е. | ММIIА  | Протопалатиал (период старе палате)              |
| 1750-1700. п. н. е. | ММIIB  | Неопалатиал (период нове палате)                 |
| 1700–1650. п. н. е. | ММIIIА | Неопалатиал (период нове палате)                 |
| 1650–1600. п. н. е. | ММIIIB | Неопалатиал (период нове палате)                 |
| 1600–1500. п. н. е. | LMIA   | Неопалатиал (период нове палате)                 |
| 1500–1450. п. н. е. | LMIB   | Постпалатиал (у Кнососу; последњи период палате) |
| 1450–1400. п. н. е. | LMII   | Постпалатиал (у Кнососу; последњи период палате) |
| 1400–1350. п. н. е. | LMIIIA | Постпалатиал (у Кнососу; последњи период палате) |
| 1350–1100. п. н. е. | LMIIIB | Постпалатиал (у Кнососу; последњи период палате) |

Традиционалну хронологију за датирање минојске цивилизације развио је сер Артур Еванс у раним годинама 20. века нове ере. Његова терминологија и она коју је предложио Николаос Платон су још увек у употреби и појављују се у овом чланку.
Еванс је класификовао фину грнчарију према променама у њеним облицима и стиловима декорације. Платон се концентрисао на епизодну историју палате Кносос. Нова метода, анализа влакана, укључује геолошку анализу грубих и углавном неукрашених крхотина као да су стене. Добијене класификације су засноване на саставу уломака.

## Производња и технике
Мало се зна о начину производње грнчарије, али се вероватно одвијала у малим занатским радионицама, често груписаним у насељима у близини добрих извора глине. За многе је лончарство можда била сезонска активност, комбинована са пољопривредом, иако обим и софистицираност каснијих производа сугеришу на специјалисте са пуним радним временом и две класе радионица, од којих једна служи палатама. Постоје докази да су и жене биле грнчари. Археолози који желе да разумеју услове производње направили су привремена поређења са аспектима како савремених критских сеоских занатлија, тако и боље документоване индустрије египатског и месопотамског бронзаног доба. У линеарном Б реч за грнчара је "ке-ра-ме-у".
Технички, обично је коришћена глина помешана са водом и обојена (слип). Чини се да је грнчарски точак био доступан код ММ1В, али су остале „ручне“ методе обликовања остале у употреби и биле су потребне за предмете са скулптуралним облицима. Керамичке глазуре нису коришћене, а ниједан од предмета није печен на веома високим температурама, постајући земљано посуђе или теракота. Све ове карактеристике остају и за каснију грчку керамику током великог периода. Најфинији производи често имају веома танке зидове. Ископавање напуштене LM пећи у Комосу (лука Фестос), заједно са њеним "отпацима" (деформисаним лонцима), развија разумевање детаља производње. Стилови грнчарије показују значајне регионалне варијације на Криту у многим периодима.

## Рани минојски период
У тексту је дат кратак увод у тему раноминојске грнчарије, усредсређен на неке од познатијих стилова; не треба га сматрати свеобухватним. Познати су различити облици. Овај период генерално карактерише велики број локалних производа са честим кикладским паралелама или увозним предметима.

### FN, EMI (финални неолит, период пре палате)
Рана минојска керамика се у извесној мери наставила и вероватно развила из локалног завршног неолита  (FN) без озбиљног прекида. Многи сугеришу да је минојска цивилизација еволуирала in-situ и да није увезена са истока. Његова друга главна карактеристика је разноликост од локације до локације, што указује на локализам раних минојских друштвених традиција.
Студије односа између EMI и FN вођене су углавном на источном Криту. Тамо завршни неолит има афинитете ка Кикладама, а EMI постепено замењује FN. Од три могућности: без имиграције, потпуна замена домородаца имигрантима, насељавање имиграната међу староседеоцима, Хачинсон  заузима компромисно гледиште:
„Неолитски период на Криту није завршио катастрофом; његова култура се развила у културу бронзаног доба под притиском инфилтрације релативно малих група имиграната са југа и истока, где су бакар и бронза дуго били у употреби.

### Пиргос стил
EMI типови укључују Пиргос стил, који се такође назива „полирани стил“. Главни облик је био „путир“, или Аркалохори путир, у коме се шоља комбинована са постољем у облику левка могла поставити на тврду површину без просипања. Како је локалитет Пиргос био склониште у стенама које се користило као костурница, неки претпостављају церемонијалну употребу. Ова врста грнчарије била је црна, сива или смеђа, полирана, са неком врстом урезаног линеарног узорка. Можда је имитирано дрво.

### Урезани стил
Други тип EMI, Урезани стил, били су врчеви ручно обликовани, округлог дна, тамно изглачани и лоптасте шоље и тегле. Омиљени декор су биле урезане линије, вертикалне, хоризонталне или облика рибље кости. Ове посуде су са севера и североистока Крита и изгледа да су направљене по узору на фазу Кампоса из ране кикладске културе Грота-Пелос.

### Агиос Оноуфриос, Лебена
Осликана паралелно-линијска декорација Агиос Оноуфриос I стила је нацртана црвеном глиненом траком која може бити од црвене до браон боје. Облици су били врчеви, шоље са две дршке и зделе. Посуђе је долазило са северног и јужног централног Крита, као и Лебена стил истих општих типова, али украшен белим шарама преко црвено обојене позадине. Потоњи су дошли из EMI гробница.

### Кумаса стил и Сиви стил
У периоду EMIIA, геометријски обојени дизајни Кумаса стила изгледа да су се развили из предмета Агиоса Оноуфриоса. Дизајни су у црвеној или црној боји на светлој позадини. Форме су шоље, чиније, бокали и чајници. Такође из овог периода су цилиндричне и сферичне посуде пиксиде који се називају Фини сиви стил или само Сиви стил, са углачаном површином и урезаним дијагоналама, тачкама, прстеновима и полукруговима.
- Рана минојска керамика, 3000-2600. п. н. е.
- Глинена посуда у облику птице из Кумасе, 2600–2300 п. н. е, АМХ.
- Углачана посуда, Кипариси, 2600-1900 п. н. е, АМХ

### Василики стил
Василики стил, из EMIIA и IIB, назван по минојском налазишту на источном Криту, има ефекте пегаве глазуре, ране експерименте са бојама, али издужени грлићи извучени из тела показују почетке традиције минојске елеганције. Пегавост је настала неравномерним печењем лонца прекривеног слојем слипа (глина, помешана са водом и обојена), при чему су најтоплије области потамнеле. С обзиром на то да је пегавост контролисана у шару, вероватно је коришћено додиривање врелим угљем за њено стварање. 
- Василики стил "чајника", Василики, 2400 - 2200 п. н. е, АМХ
- Василики стил, бокал, 2400-2200. п. н. е.
- Чајник у црно-белом стилу, 2300–2000 п. н. е, АМХ
- Врч у Василики стилу, декорисан рибама, 2300-1900. п. н. е.
- Василики стил: посуде, две „чаше за јаја“ позади, АМХ
- Чајници у црно-белом стилу, АМХ

### EMIII керамика
У последњем кратком периоду (EM III), грнчарска роба на источном Криту почиње да се прекрива тамним слиповима са светлим декором линија и спирала осликаним светлим слиповима; појављују се први карирани мотиви; прве петље налик на латице и траке листова појављују се у Гоурнији (Валберг 1986). Појављују се розете и спиралне везе се понекад спајају у траке. Ови мотиви су слични онима на печатима. На северном централном Криту, мало је сличности: преовлађују тамне на светлим линеарним тракама; и појављују се пехари са ногама.

## Средњи минојски период
О палати у Кнососу и мањим попут ње у Фестосу, Малији и другде, Вилетс каже:
„Ове велике палате биле су централне карактеристике великих градова... Очигледно су били и административни и верски центри самоодрживих региона острва“.
Успон културе палата, „старих палата“ Кнососа и Фестоса и њиховог новог типа урбанизованог, централизованог друштва захтевали су више складишних судова и оних који су више прилагођени низу функција. У радионицама палата, јавља се пораст производње елитне робе, наглашавајући префињеност и новину, тако да грнчарија палата и провинцијска грнчарија почињу да се разликују.
Облици најбоље робе су дизајниране за столове и послуживање. У радионицама палате, увођење грнчарског точка са Леванта у MMIB периоду омогућило је да се савршено симетрична тела производе од глине која се брзо окреће. Добро контролисана глина са водом и бојама која је додавана у репертоар боја могла се постићи само у изолованим затвореним пећима које су биле без кисеоника или дима.

### Питос
Свако насељено место захтева објекте који подржавају људске потребе, а то важи и за палате. Кносос је имао опсежне системе санитације, водоснабдевања и одводњавања, што је доказ да то није био церемонијални лавиринт или велика гробница. Течне и зрнасте потрепштине су чуване у питосима који су се налазили у складиштима, и другде. Питоси се најраније појављују непосредно пре почетка MMI и настављају у касном минојском, постајући веома ретки од LMIII. Око 400 питоса пронађено је у палати Кносос. Просечан питос је садржао око 1100 фунти течности. Можда због тежине, питоси нису чувани на горњим спратовима.

### Нови стилови
Нови стилови се појављују у овом тренутку: урезани стил, тактилни Барботин стил, опточен дугмадима и купама од нанесене глине у тракама, и најраније фазе Камарес стила. Спирале и вијуге су омиљени мотиви минојске керамике од EMIII па надаље (Валберг). Нови облик је правострана цилиндрична шоља.
MMIA производи и локална грнчарија која их имитира налазе се на обалним местима у источном Пелопонезу, мада не шире у Егејском мору све до MMIB; њихов утицај на локалну грнчарију на оближњим Кикладима проучавала је Ангелија Г. Папагианопоулоу (1991). Крхотине MMIIA грнчарије пронађене су у Египту и у Угариту.

### Камарес стил
Камарес стил је добио име после налаза у пећинском светилишту у Камаресу на планини Ида 1890. године. То је прва од виртуозних полихромних предмета минојске цивилизације, иако су први изрази препознатљивог прото-камареског декора претходили увођењу грнчарског точка.
Финија глина, бачена на точак, омогућавала је прецизније обликоване форме, које су биле прекривене тамнопеченим слипом и раскошно офарбане лајснама у белој, црвеној и смеђој боји у цветним дезенима, розетама или спојеним спиралама које се намотавају и одмотавају. Дизајни се понављају или понекад слободно лебде, али су увек симетрично састављени. Теме из природе овде почињу хоботницама, шкољкама, љиљанима, крокусима и палмама, све веома стилизовано. Цела површина лонца је густо прекривена, али је понекад простор преграђен тракама.

Гисела Валберг (1976) идентификовала је четири стадијума посуђа Камарес, са стилом палате „Класични Камарес” смештен у MMII, посебно у комплексу палате на Фестосу. Уведени су нови облици, са мотивима који се увијају и који су зракасти.
- Шоља са мотивима Камарес стила, Фестос, 1800-1700. п. н. е. АМХ
- Декорисане шоље из Фестоса
- Пехар из Фестоса
- Камарес стил, Фестос
- Питос, са рибама у мрежи, Фестос, 1800-1700. п. н. е.
- Камарес стил, Фестос, 1800-1700. п. н. е.
- Фитос, Камарес стил
- Камарес стил
- Бокал са барботин декорацијом, 2100-1950. п. н. е.

### Доба ефлоресценције
У MMIIB периоду, све већа употреба мотива из природе најавила је пад и крај Камарес стила. Камарес је имао цветне дизајне целог поља са свим елементима повезаним заједно. У вегетативним дизајнима са узорком у MMIII периоду, почео је да се појављује Стил са узорком. Ова фаза је замењена појединачним вегетативним сценама, што означава почетак Цветног стила.
Цветни стил приказује палме и папирус, са разним врстама љиљана и сложеним листовима. Јавља се и у грнчарији и на фрескама. Једна традиција ликовне критике ово назива „природним стилом“ или „натурализмом“, али друга истиче да су стилизовани облици и боје далеко од природних. Зелена, природна боја вегетације, појављује се ретко.

## Касноминојски период
LMI означава поплаву минојског утицаја широм јужног Егеја (Пелопонез, Киклади, Додеканез, југозападна Анадолија). Касноминојска грнчарија се увелико извозила; појавила се на Кипру, Кикладима, Египту и Микени.

### Цветни стил
Дизајни са цветовима и листовима, обојени црвеном и црном на белој основи, преовлађују, у сталном развоју из средњег минојског периода. У LMIB периоду постоји типична декорација са листовима по целој површини, по којој сликари првих радионица почињу да се препознају кроз своје карактеристичне мотиве; али као и код целе минојске уметности, ниједно име се никада не појављује.

### Морски стил
У LMIB се такође појављује Морски стил; у овом стилу, можда инспирисаном фрескама, цела површина лонца била је прекривена морским створењима, хоботницама, рибама и делфинима, на позадини стена, морских алги и сунђера. Морски стил је слободнији без посебних зона, јер приказује морска створења која плутају, као у океану. Морски стил је био последњи чисто минојски стил; пред крај овог периода, све палате осим Кнососа су насилно уништене, као и многе виле и градови. То је било због ерупције вулкана на острву Тера током LMIA. Експлозија је изазвала цунами који је погодио северну обалу Крита, и разорио приобална насеља у којима се налазио највећи део комплекса палате.

### Ритони
Датирани у LMIA и следећи период такође су конусни ритони, или чаше за пиће, у стеатиту и такође имитиране у керамици. Неки од ритона су китњасте посуде за либацију, као што је познати „Ритон са биковом главом“ пронађен у Кнососу. Ритон са биковом главом је, међутим, био специфичан тип чији су многи примери пронађени. Глава бика налази се и у керамици. Друге запажене камене вазе LMIA и II су „Ваза жетеоца“ из Агија Тријаде, која приказује жетвену поворку, „Шоља поглавара“, која приказује обред пунолетства, "Боксер ритон" (Агија Тријада), који приказује сцене бокса, и друге.
- Морски стил "Бокал из Пороса", 1500-1450. п. н. е.
- Бокал у цветном стилу са Фестоса, 1500-1450. п. н. е.
- Бокал у цветном стилу са папирусом, из Палаикастра, 1500-1450. п. н. е.
- Глава бика од глине, ритон, Палаикастро, 1500-1450 п. н. е, АМХ
- Ваза са биковом главом

## Минојско-микенски период
Око 1450. п. н. е., почетком LMII, микенски Грци су се уселили у палату Кносос. Они су били добро успостављени до 1400. године, ако се Линеар Б таблете могу датирати у то време. Настала култура LMII није раскид са минојском прошлошћу. Минојске традиције се настављају под новом управом. Међутим, облици и дизајн ваза су постајали све више микенског карактера са великом разноликошћу украса. Називи стилова су се умножили и донекле зависе од аутора. Наведени су само неки од најчешћих. Дизајни се налазе и на печатима и плафонима, на фрескама и на другим артефактима. Често се касноминојска керамика не може лако сместити у под-периоде. Поред тога, постоји увоз са суседних обала Медитерана. Керамика није једини материјал који се користи: бреча, калцит, хлорит, шкриљци, доломит и други обојени и шарени камен урезани су у грнчарске облике. Бронзано посуђе се појављује имитирајући керамичко посуђе.

### Стил палате
Током LMII, микенски утицај је постао очигледан. Вазе у Кнососу су сличне онима на копну. Стил палате  који су приказали прилагођава елементе претходних стилова, али и додаје карактеристике. Овај стил је почео у LMII и наставио се у LMIII. Стил палате је углавном био ограничен на Кносос. У касној манифестацији дворског стила, живахни и спонтани ранији мотиви су се укочили и постали геометријскији и апстрактнији. Истакнути су египатски мотиви попут папируса и лотоса.

### Отворени и затворени стилови
Отворени стил и Затворени стил развијени су у периодима LMIIIA, В из стила палате. У затвореном стилу теме морских и цветних стилова се настављају, али уметник манифестује horror vacui или "страх од празнине". Цело поље декорације је густо испуњено.

### Субминојски период
Коначно, у субминојском периоду, геометријски дизајн Доријанаца постаје очигледнији.

## Откриће и препознавање
Минојски стилови су већ били познати са налазишта на грчком копну и извозним тржиштима попут Египта, пре него што се схватило да долази са Крита. У већини литературе из 19. века они су описани као „микенски“, а препознавање и анализа стилова и периода су донекле ишли на основу ове претпоставке. Тек 1890-их су препознати и објављени први налази на Криту, из пећине у Камаресу. Пронашао их је локални археолог који је дозволио младом Џону Мајресу да их објави; Мајрес је схватио да су то исти стилови као и налази у Египту које је објавио Флиндерс Питри. Неколико деценија анализа минојске керамике била је суштински стилско-типолошка, али последњих деценија долази до заокрета ка техничкој и друштвено-економској анализи.

## Писани записи лонаца и тава
Табле Линеар Б садрже записе о судовима направљеним од различитих материјала. Идеограми посуда нису толико јасни да би корелација са откривеним артефактима била лака.